# ایمان اسا جاسم
ایمان اسا جاسم (انگلیسی: Iman Essa Jasim؛ زادهٔ ۹ ژوئیهٔ ۱۹۹۷) ورزشکار دو و میدانی اهل بحرین است.
وی در مسابقات کشوری و بین‌المللی در مجموع برندهٔ ۵ مدال طلا، ۲ مدال نقره و ۴ مدال برنز شده‌است.